# Bernhard Lloyd
 Bernhard Gössling, mais conhecido como Bernhard Lloyd (2 de junho de 1960) é um membro original da banda alemã de synth-pop Alphaville.

## Carreira
Bernhard Gößling nasceu em Enger, Renânia do Norte-Vestfália, Alemanha, em 2 de junho de 1960. No final dos anos 70 com cerca de 20 anos, tornou-se parte da Comunidade de Nelson, em Berlim, onde formou a banda Chinchilla Green juntamente com seu amigo e colega Marian Gold.
Em 1982, Lloyd, Marian Gold e Frank Mertens formaram a banda Forever Young, que futuramente foi modificada para o nome Alphaville (uma homenagem ao filme de Jean-Luc Godard).
Em 1984 lançou seu primeiro álbum Forever Young, com os sucessos Big In Japan, Forever Young e Sounds Like A Melody. Em 1986 Frank Mertens resolve sair da banda, um novo integrante então entra na banda, chamado Ricky Echolette, que sabe tocar guitarra e teclado. A partir deste período, Alphaville começa a sofrer alterações e algumas músicas começam a ter estilo New Wave. No mesmo ano lançam o álbum Afternoons in Utopia, com o sucesso Dance With Me. Alphaville lança mais 4 álbuns oficiais até a saída de Ricky em 1997 e de Lloyd em 2003.
Depois de sua saída da banda, Lloyd cria um projeto junto com seu amigo Max Holler, chamado Atlantic Popes. Atualmente (ano 2020) Lloyd e Holler continuam trabalhando neste projeto.

## Discografia
- 1984 - Forever Young
- 1986 - Afternoons in Utopia
- 1988 - The Singles Collection
- 1989 - The Breathtaking Blue
- 1992 - First Harvest (1984-92)
- 1994 - Prostitute
- 1997 - Salvation
- 1999 - Salvation (EUA)
- 1999 - Dreamscapes (Limited 8Cds)
- 1999 - Visions - of Dreamscapes (Brasil)
- 2000 - Stark Naked and Absolutely Live
- 2001 - Forever Pop
- 2003 - Crazy Show Excerpts
- 2003 - Crazy Show (Limited)
- 2010 - Catching Rays on Giant
- 2010 - Catching Rays on Giant (Deluxe + DVD)[5]

## Singles
- Big in Japan (01/84)
- Sounds Like a Melody (05/84)
- Forever Young (09/84)
- A Victory of Love (data não informada)
- Jet Set (03/85)
- Dance With Me (03/86)
- Universal Daddy (11/87)
- Jerusalem (11/86)
- Sensations (11/86)
- Red Rose (87)
- Forever Young (08/88)
- Romeos (03/89)
- Summer Rain (06/89)
- The Mysteries of Love (05/90)
- Big in Japan '92 (02/92)
- Big in Japan '92 remix (03/92)
- Fools (07/94)
- The Impossible Dream (12/94)
- Wishful Thinking (07/97)
- Flame (Promo 06/97)
- Flame (EUA, 99)
- Soul Messiah (EUA, 99)
- Dance with Me (Mix 09/01)
- Forever Young 2001 (09/01)
- Elegy (limited edition - 01/03)
- I Die For You Today (10/10)
- Song For no One (But Myself) (03/11)[6]